# Micropsectra zernyi
Micropsectra zernyi – е насекомо от разред Двукрили (Diptera), семейство Хирономидни (Chironomidae). Съществува ендемично в Алжир, няма подвидове.